# IruCa
IruCa（イルカ）是用於高松琴平電氣鐵道（琴電）的非接觸式IC卡，是該公司的登錄商標（日本第4775548號）。名稱來自該公司的吉祥物名字「イルカのことちゃん」與「IC卡」（iruka+IC）。

IC卡使用方法

## 使用範圍
可用於以下路線、航路與出租自行車。

### 鐵道線
- 琴電全線

### 巴士路線
- 琴電巴士（日语：ことでんバス）
  - 綾歌郡綾川町委託運行路線的綾川町營巴士除外
- MACHI-BUS（町巴士，高松丸龜町商店街委託運行）
- 小豆島橄欖巴士（日语：小豆島オリーブバス）
  - 「橄欖IruCa」的名稱在營業所與車內發售[1]。
- 大川巴士（日语：大川バス）（高松引田線、五名福榮線、高松機場穿梭班次）
  - 大川巴士限定出售Free IruCa。2012年4月起以「Sma IruCa-Do(スマイルカード)」的名稱限定發售原有設計卡片[2]。

引入時還可使用德島西部交通（現在由琴電巴士收購合併）的高松站～鹽江～穴吹站線全路段（高松站～鹽江間與琴電巴士共同運行）於2012年4月1日休止。

### 航路
- 內海渡輪（日语：内海フェリー） 草壁港（日语：草壁港）～高松港
- 小豆島國際渡輪（日语：小豆島国際フェリー） 池田港（日语：池田港 (香川県)）～高松港
- 四國渡輪（日语：四国フェリー） 土庄港（日语：土庄港）～高松港

### 出租自行車
- 高松市營出租自行車
  - 以「Cycle IruCa」的名稱在市營出租自行車設施發售[4]。